# They Came From Beyond the Sun
|  | Denne artikel er oprettet af botten PalnaBot ud fra en ekstern database. Den kan derfor have sproglige fejl eller mangler. Denne skabelon kan fjernes efter kontrol af indholdet. |

They Came From Beyond the Sun er en film instrueret af Rosanna Synek, Rokur Heinesen, Ronnie Vilhelmsen.

## Handling
En lys og travl by på en helt normal dag. Folk er glade og føler sig trygge. Den venlige by og er slet ikke forberedt på besøg fra det yderste hjørne af universet.